# Фатма-султанија (ћерка Ахмеда III)
Фатма султанија је била ћерка султана Ахмеда III и његове жене Еметулах.

## Рођење
Фатма је била најстарија ћерка , а уједно и најстарије дете Ахмеда III. Рођена је 1704. године у Топкапи палати.
Њено рођење је бурно прослављено: три дана након рођења , по наређењу Ахмеда III , бродови отоманске флоте испалили су рафал четрдесет пушака , трговачке радње и улице биле су украшене натписима са именом султаније, а сутрадан су јањичари у престоници одржали војну параду у част новорођенчета; поред тога, у част рођења Фатме, песници су саставили многе песме.

## Први брак
Отац ју је са пет година удао за Силахтар Али-пашу. Венчање је било одржано 11. маја 1709. године, а прослава је трајала девет дана. Живели су у палати у Ејупу.
Али-паша је постао велики везир 1713. године , али је погинуо 5. августа 1716. , и Фатма остаје удовица.

## Други брак
Након пола године од смрти супруга, отац је удаје за Ибрахим-пашу од Невшехира. Венчање је одржано 22. фебруара 1717. Након годину дана Ибрахим-паша постаје велики везир.
Током брака мењали су палате у којима су живели .Између осталог, обновили су и неколико старијих објеката. 
Фатма је са пашом имала троје деце: Хибетулах султанију (ум. 1774), Фатму султанију (ум. 1765) и Мехмед-пашу (ум. 1737).
Брак је трајао док паша није убијен 1730. године током побуне Патроне Халила , која је довела до свргавања њеног оца.

## Утицај
Речено је  да је имала велики политички утицај на свог оца,  и на свог мужа, великог везира, којем је власт препустио султан. Неки извори је сматрају правом владарком каснијег дела периода лала . Помогла је  Маркизу де Виленуве , француском амбасадору у Османском царству од 1728-1741, у корист политике османског царства а односи се на француске интересе током Руско-аустријско-турског рата (1735-1739) . О њој се говори као о последњој де факто женској владарки Османског царства .

Са Ибрахим-пашом је живела срећан живот. Паша је чак једном посветио стихове султанији, којима је изразио чежњу за супругом
„Круно мог живота! Светлости ока мога! Давим се у болним сузама.''

## Добротворне организације
Фатма султанија је 1727. године наручила чесму у близини Ибрахим-пашине палате, која носи њено име. Године 1728. такође је наручила фонтану у близини џамије у Ускудару. За живота је оснивала вакуфе у престоници завештавајући имовине које је добијала од оца.
Такође је наручила џамију познату као "Џамија Фатма султанија", која се налази у округу Еминону у Истанбулу. 

## Смрт
Фатма је умрла према различитим изворима 3. јануара  или између 15. априла и 14. маја 1733. године.